# Domnișoara Nimeni
Domnișoara Nimeni este un film din 1996 regizat de Andrzej Wajda.